# Мирянин
Миря́нин (греч. λαϊκός — «из народа»; мн. ч. ла́ики, миря́не) — последователь христианства, активный член Церкви, но не принадлежащий ни к клирикам, ни к монашествующим.

## Возникновение
Первое упоминание разделения в церкви на клир и мирян находим в учении Николая Антиохийца, одного из самых первых семи диаконов (Деян. 6:5). В учении последователей Николая Антиохийца (николаитов) характерно низкое требование святости к мирянам, в отличие от имеющих сан священства.

## В православии
В Православной церкви лица, являющиеся церковнослужителями, считаются клириками (низшие клирики) и, таким образом, как и священнослужители, не являются мирянами.
Миряне могут самостоятельно («келейно») совершать все богослужения, изложенные в «Часослове», а также, в случае необходимости, таинство крещения. На мирян возлагается обязанность обеспечения внешних хозяйственных, бытовых и финансовых нужд церкви.

Но вы — род избранный, царственное священство, народ святой, люди, взятые в удел, дабы возвещать совершенства Призвавшего вас из тьмы в чудный Свой свет; некогда не народ, а ныне народ Божий; некогда непомилованные, а ныне помилованы.
— 1Пет. 2:9-10

Поминайте наставников ваших, которые проповедовали вам слово Божие, и, взирая на кончину их жизни, подражайте вере их.
— Евр. 13:7

Будьте страннолюбивы друг ко другу без ропота. Служите друг другу, каждый тем даром, какой получил, как добрые домостроители многоразличной благодати Божией.
— 1Пет. 4:9-10

Дары различны, но Дух один и тот же; и служения различны, а Господь один и тот же; и действия различны, а Бог один и тот же, производящий все во всех. Но каждому дается проявление Духа на пользу. Одному дается Духом слово мудрости, другому слово знания, тем же Духом; иному вера, тем же Духом; иному дары исцелений, тем же Духом; иному чудотворения, иному пророчество, иному различение духов, иному разные языки, иному истолкование языков. Все же сие производит один и тот же Дух, разделяя каждому особо, как Ему угодно. Ибо, как тело одно, но имеет многие члены, и все члены одного тела, хотя их и много, составляют одно тело, — так и Христос. Ибо все мы одним Духом крестились в одно тело, Иудеи или Еллины, рабы или свободные, и все напоены одним Духом. Тело же не из одного члена, но из многих. Если нога скажет: я не принадлежу к телу, потому что я не рука, то неужели она потому не принадлежит к телу? И если ухо скажет: я не принадлежу к телу, потому что я не глаз, то неужели оно потому не принадлежит к телу? Если все тело глаз, то где слух? Если все слух, то где обоняние? Но Бог расположил члены, каждый в составе тела, как Ему было угодно. А если бы все были один член, то где было бы тело? Но теперь членов много, а тело одно. Не может глаз сказать руке: ты мне не надобна; или также голова ногам: вы мне не нужны. Напротив, члены тела, которые кажутся слабейшими, гораздо нужнее, и которые нам кажутся менее благородными в теле, о тех более прилагаем попечения; и неблагообразные наши более благовидно покрываются, а благообразные наши не имеют в том нужды. Но Бог соразмерил тело, внушив о менее совершенном большее попечение, дабы не было разделения в теле, а все члены одинаково заботились друг о друге. Посему, страдает ли один член, страдают с ним все члены; славится ли один член, с ним радуются все члены. И вы — тело Христово, а порознь — члены. И иных Бог поставил в Церкви, во-первых, Апостолами, во-вторых, пророками, в-третьих, учителями; далее, иным дал силы чудодейственные, также дары исцелений, вспоможения, управления, разные языки. Все ли Апостолы? Все ли пророки? Все ли учители? Все ли чудотворцы? Все ли имеют дары исцелений? Все ли говорят языками? Все ли истолкователи?
— 1Кор. 12:4—30

## В католицизме
В Католической церкви мирянами считаются все, кто не является священнослужителями, в соответствии с решениями II Ватиканского Собора.

## В протестантизме
В большинстве протестантских деноминаций принята теологическая доктрина о всеобщем священстве верующих, согласно которой каждый христианин является священником. Согласно данному вероучению священство связано с новым внутренним содержанием духовной жизни каждого христианина и никак не связано со священным саном. Доктрина основана на словах апостола Павла о том, что христианин пребывает в Духе Святом:

В Нем и вы, услышав слово истины, благовествование вашего спасения, и уверовав в Него, запечатлены обетованным Святым Духом, Который есть залог наследия нашего, для искупления удела Его, в похвалу славы Его.
— Еф. 1:13—14